# John Patrick
John Patrick (właśc. John Patrick Goggin; ur. 17 maja 1905 w Louisville, zm. 7 listopada 1995 w Delray Beach) – amerykański dramaturg i scenarzysta, laureat nagrody Pulitzera.
Uczył się w Our Lady of Holy Cross College w Nowym Orleanie. Jego pierwsze sztuki Hell Freezes Over (1935) i The Willow and I (1942) nie odniosły sukcesu na Broadwayu. Sławę przyniosła mu dopiero sztuka Teahouse of the August Moon z 1953. Utwór ten został  wyróżniony nie tylko najbardziej prestiżową nagrodą Pulitzera w dziedzinie dramatu, ale także New York Drama Critics Circle Award i Tony Award. Patrick pisał również scenariusze do filmów. Zmarł w domu opieki dla starszych ludzi na Florydzie. Popełnił samobójstwo przy pomocy plastikowej torby 7 listopada 1995.